# 大和屋本店
大和屋本店（やまとやほんてん）は、愛媛県松山市道後湯之町（道後温泉）にある老舗旅館である。

## 概要
和紙の原料である楮ミツマタの仲買業を営んでいた奥村保二郎が1868年（明治元年）に「大和屋」として創業した。楮ミツマタの販路を全国に拡大するため、取引先の宿泊場所を提供する事を目的としていた。「大和屋」の名前の由来は、創業者である奥村保二郎が大和の国（現在の奈良県）に縁があったからとも言われている。
1926年(昭和元年)に木造旅館の東側に道後初の鉄筋コンクリート4階建ての洋館を建設し、洋館を「大和屋本店」、木造旅館を「大和屋支店」とした。1968年には現在地に移転し規模を拡大し大型温泉旅館に改装。さらに1994年から2年間かけて全館を建て替えて、個人客とコンベンション、婚礼需要が主力の旅館として1996年8月に改築開業した。館内の4階には、能舞台と観覧スペースが設けられており、能楽が披露されている。
2019年9月に松山市で開かれた20カ国・地域（G20）労働雇用相会合では歓迎レセプション会場となった。2019年から始まった新型コロナウイルス感染症の影響で客足が伸び悩む中で、2024年6月28日に運営会社の大和屋本店旅館がパチンコチェーンのマルハンに自社の全株式を売却する事で基本合意したと発表。同年9月30日付けで手続きが完了した。旅館業や屋号、従業員約200人の雇用は現状のまま継続し、創業家の奥村敏仁社長らは事業売却後も役員を務める。また姉妹館の大和屋別荘は同年4月にマルハンが全株式を取得した。

## 沿革
- 1868年 - 「大和屋」創業。
- 1926年 - 大和屋本店を鉄筋4階建ての洋館に建て替え。
- 1937年 - 大和屋別荘を開業。
- 1968年 - 大和屋本店、現在地に移転し大型化。
- 1988年 - 大和屋別荘を建て替え。
- 1996年 - 大和屋本店を建て替え。
- 2021年 - 地下1階に「日本酒Bar」と「駄菓子Bar」の屋台を新設し、「大和屋台」をオープン[6]。
- 2024年
  - 4月 - 姉妹館の大和屋別荘がマルハンの傘下に入る。
  - 6月 - 運営会社の大和屋本店の全株式をマルハンが取得する事で基本合意。
  - 9月 - マルハンによる大和屋本店の全株式取得手続きが完了。同社傘下に入った[5]。

## フロア
地下1階
- 大浴場
- エステルーム「撫子」
- 大和屋台

1階
- フロント
- ロビーラウンジ
- コーヒーラウンジ｢花筐」
- バー｢梅枝｣
- クラブ｢天鼓｣
- カラオケルーム｢歌占｣
- 喫煙室
- 足湯カフェ「ふとほと」

2階
- コンベンションホール「大和の間」
- 宴会場「松の間」・「竹の間」・「梅の間」

3階
- 料亭「夕顔」

4階
- 能舞台「千寿殿」
- レストラン「松風」
- 宴会場「杜若」
- 料亭「桜川｣

5階～10階
- 客室

## 姉妹館

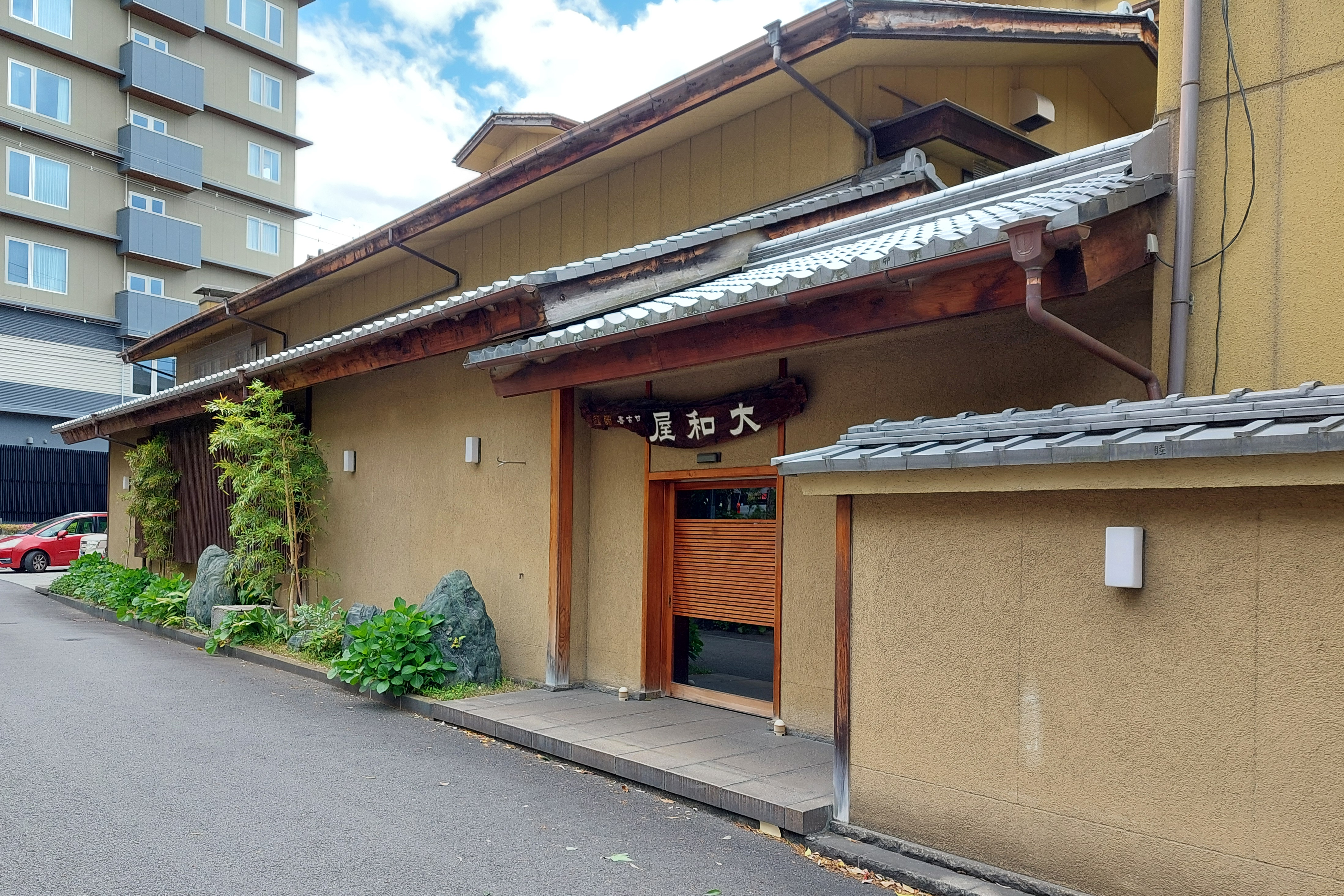
大和屋別荘

## アクセス
- 松山自動車道松山インターチェンジから車で約20分。
- 伊予鉄道道後温泉駅から徒歩で約5分。